# Vysílač Dubník

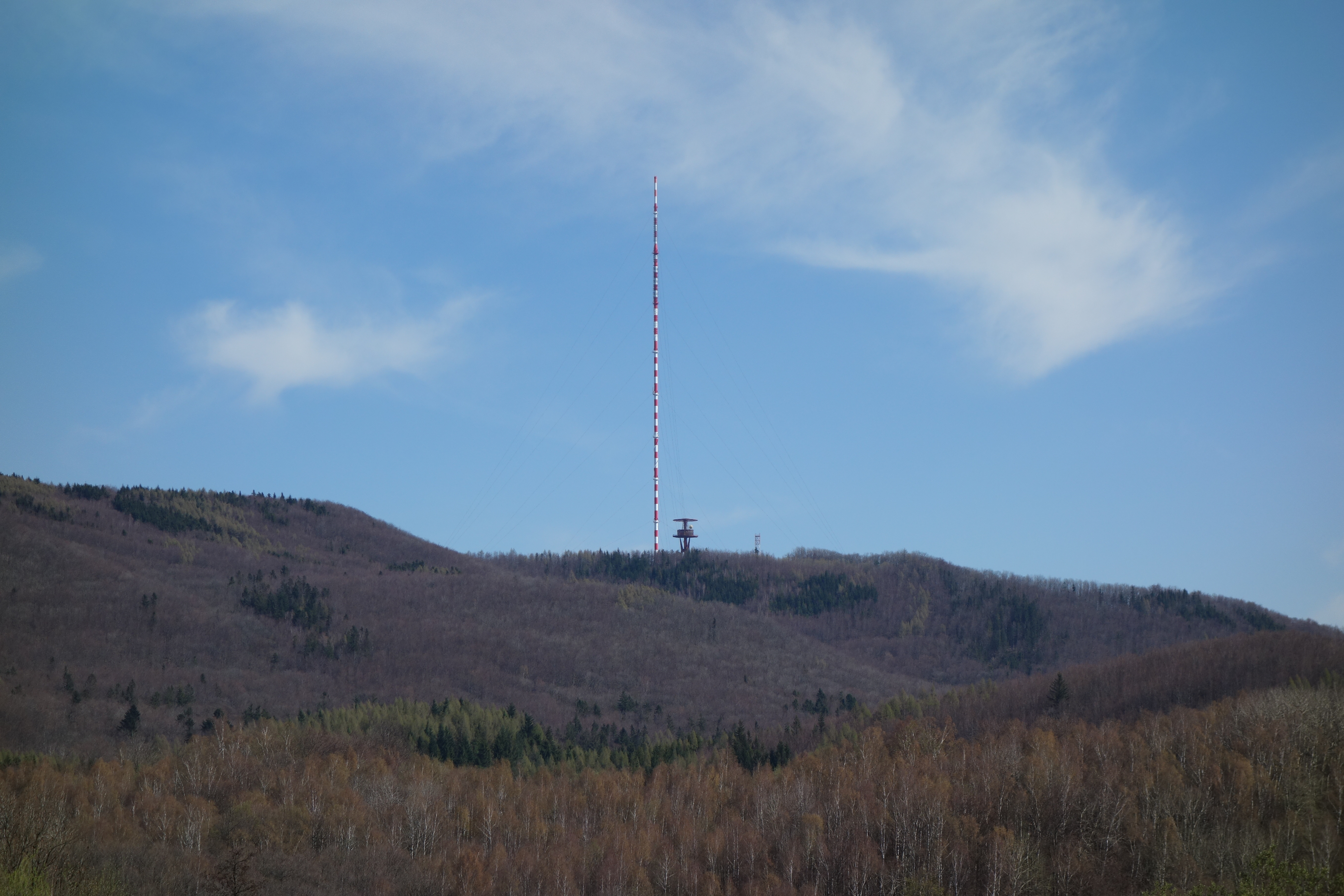
Vysílač Dubník

Vysílač Dubník je rádiový a televizní vysílač. Nachází se na vrchu Dubník nedaleko stejnojmenné osady ve Slanských vrších.

## Konstrukce
Tento kotvený ocelový stožár vysoký 318 metrů je nejvyšší stavbou na Slovensku. Konstrukce stožáru je podobná s vysílačem Suchá hora. Byl postaven v roce 1961 a do provozu byl uveden 24. února 1961.
Vedle vysílače se nachází volně stojící ocelová telekomunikační věž.

## Poškození
Při invazi Československa v srpnu 1968 byla sovětskými okupačními vojsky zničena veškerá vysílací technika, která byla záměrně rozstřílena tankem, aby se zabránilo oficiálnímu vládnímu vysílání. Podle jiného zdroje šlo o neschválené zničení samopalem.
Vysílač kompletně shořel v roce 1981 a zbylo jen torzo plošiny stojící vedle dnešního vysílače.

## Poloha
Vysílací středisko patří mezi nejdůležitější a nejvýkonnější na Slovensku. Signál z Dubníku je dostupný na velké části východního Slovenska s výraznými přesahy do okolních zemí. Prioritně má pokrýt Košickou kotlinu, Východoslovenská nížinu se Zemplínem a Šarišem, ale přesahy umožňují přijímat signál i na Spiši či Liptově.
K vysílači vede asfaltová cesta z obce Zámutov nebo Dubník.
Vysílač měl původně stát na vyšším, výhodnějším, 8 km jižněji umístěném vrchu Makovica, který byl ale přidělen armádě a byl zde postaven radar.

## Vysílané stanice

### Televize
Přehled televizních multiplexů vysílaných z Dubníku:
|        | Multiplex    | Kanál | Kmitočet | Výkon (ERP) | Polarizace |
| ------ | ------------ | ----- | -------- | ----------- | ---------- |
| DVB-T  | 1. multiplex | 23    | 490 MHz  | 12,58 kW    | vertikální |
| DVB-T  | 2. multiplex | 37    | 602 MHz  | 21,5 kW     | vertikální |
| DVB-T  | 3. multiplex | 25    | 506 MHz  | 31,622 kW   | vertikální |
| DVB-T2 | 4. multiplex | 22    | 482 MHz  | 10 kW       | vertikální |

### Rozhlas
Přehled rozhlasových stanic vysílaných z Dubníku:
|    | Stanice             | Kmitočet  | Výkon (ERP) | Polarizace   |
| -- | ------------------- | --------- | ----------- | ------------ |
| FM | Fun Radio           | 87,7 MHz  | 80 kW       | horizontální |
| FM | Rádio Slovensko     | 96,6 MHz  | 100 kW      | horizontální |
| FM | Rádio Jemné Melódie | 98,6 MHz  | 100 kW      | horizontální |
| FM | Rádio Regina        | 100,3 MHz | 100 kW      | horizontální |

#### DAB+
V budoucnosti se počítá s vysíláním digitálního rozhlasu v systému DAB+, které pokryje signálem i východní Slovensko. K počátku roku 2021 byl nejbližší vysílač DAB+ na vrcholu Heringeš na východním okraji Košic, asi 30 km jiho-jihozápadně od Dubníku, který je vzhledem k výkonu a umístění jen městským vysílačem. Patří také společnosti Towercom.
| Multiplex            | Kanál | ERP | Polarizace |
| -------------------- | ----- | --- | ---------- |
| DAB+ Towercom - plán | 12B   | 5   | V          |
| zkoordinováno        | 12C   | ?   | V          |
| zkoordinováno        | 10C   | ?   | V          |